# Liste der Monuments historiques in Waville
Die Liste der Monuments historiques in Waville führt die Monuments historiques in der französischen Gemeinde Waville auf.

## Liste der Immobilien
| Bezeichnung      | Beschreibung                                                                                                   | Standort               | Kennzeichnung | Schutzstatus | Datum | Bild           |
| ---------------- | --- | ---------------------- | ------------- | ------------ | ----- | -------------- |
| Kirche St-Hubert | aus der ersten Hälfte des 13. Jahrhunderts, Anfang des 16. Jahrhunderts erweitert und befestigt, Turm von 1769 | Rue de l’Église (Lage) | PA00106438    | Classé       | 1921  | weitere Bilder |

## Liste der Objekte
| Bezeichnung | Beschreibung            | Standort                       | Kennzeichnung | Schutzstatus | Datum | Bild |
| ----------- | ----------------------- | ------------------------------ | ------------- | ------------ | ----- | ---- |
| Wandgemälde | aus dem 13. Jahrhundert | in der Kirche St-Hubert (Lage) | PM54001001    | Classé       | 1908  |      |